# Francisco Moreira
Pour les articles homonymes, voir Moreira.
Francisco Moreira est un footballeur portugais né le 29 avril 1915 à Barreiro et mort le 2 novembre 1991. Il était milieu de terrain.

## Carrière
- 1933-1954 :  FC Barreirense
- 1944-1954 :  Benfica Lisbonne
- 1954-1956 :  CD Montijo

## Palmarès
Avec le Benfica Lisbonne :
- Champion du Portugal en 1945 et 1950
- Vainqueur de la Coupe du Portugal en 1949, 1951, 1952 et 1953
- Vainqueur de la Coupe Latine en 1950